# Enric Saborit Teixidor
Enric Saborit Teixidor (Barcelona, 27 d'abril de 1992) és un futbolista professional català que juga com a lateral esquerre pel Maccabi Tel Aviv FC.

## Carrera de club
Nascut a Barcelona, i criat a Mataró, a 16 anys Saborit va deixar el planter del RCD Espanyol per anar a viure a Vitòria amb la seva mare. Poc temps després va ingressar a l'Athletic Club, cosa que va generar debat sobre els criteris de l'Athletic pel que fa a la seva política de fitxatges, ja que el jugador no tenia vincles amb el País Basc més que un curt període de residència al territori.
Després d'acabar la seva formació a Lezama, Saborit va jugar tres temporades completes amb l'Athletic de Bilbao B a Segona Divisió B. Va jugar 36 partits la temporada 2012–13, inclosos els playoffs.
Saborit va debutar a La Liga amb el primer equip el 25 d'agost de 2013, jugant els 90 minuts en una victòria per 2–0 contra el CA Osasuna a Anoeta. El 9 de juliol de 2014, després d'haver jugat poc durant la seva primera temporada al primer equip, fou cedit al RCD Mallorca a Segona Divisió.
Saborit va retornar al Bilbao Athletic la temporada 2015–16 a segona divisió, i va jugar regularment, tot i que l'equip no va poder mantenir la categoria. VA jugar un partit amb el primer equip, contra l'AZ Alkmaar, a la fase de grups de la Lliga Europa de la UEFA 2015–16, jugant com a titular i fent una assistència de cap a Kike Sola que li va permetre marcar en el seu debut europeu.
Saborit fou promocionat altre cop al primer equip de l'Athletic per la temporada 2016–17, com a substitut de Mikel Balenziaga. Va marcar el seu primer gol com a sènior el 8 de desembre de 2016, en un empat 1–1 contra l'SK Rapid Wien a la fase de grups de l'Europa League.